# Acle
Acle – miasto w Anglii (Wielka Brytania), w regionie East of England, w hrabstwie Norfolk. W 2001 roku miasto to na powierzchni 9,46 km² zamieszkiwało 2732 osób. Miasto położone jest nad rzeką Bure.
Położone jest w sąsiedztwie obszaru chronionej przyrody The Broads.